# ساليناس (كاليفورنيا)
ساليناس هي مقر المقاطعة وأكبر البلديات في مقاطعة مونتيري.

## التركيبة السكانية
حدّد مكتب تعداد الولايات المتحدة بيانات التركيبة السكانية لساليناس في تعداد الولايات المتحدة. في ما يلي، التركيبة السكانية حسب تعدادي 2000 و2010.

### تعداد عام 2000
بلغ عدد سكان ساليناس 151,060 نسمة بحسب تعداد عام 2000، وبلغ عدد الأسر 38,298 أسرة وعدد العائلات 30,008 عائلة مقيمة في المدينة. في حين سجلت الكثافة السكانية 2,487 نسمة لكل كيلومتر مربع (6,441.3/ميل2). وبلغ عدد الوحدات السكنية 39,659 وحدة بمتوسط كثافة قدره 652.9 لكل كيلومتر مربع (1,691.0/ميل2).
وتوزع التركيب العرقي للمدينة بنسبة 45.16% من البيض و3.27% من الأمريكيين الأفارقة و1.26% من الأمريكيين الأصليين و6.22% من الأمريكيين ذوي الأصول الآسيوية و0.27% من سكان جزر المحيط الهادئ و38.70% من الأعراق الأخرى و5.12% من عرقين مختلطين أو أكثر و64.13% من الهسبانيون أو اللاتينيون من أي عرق.
بلغ عدد الأسر 38,298 أسرة كانت نسبة 54.6% منها لديها أطفال تحت سن الثامنة عشر تعيش معهم، وبلغت نسبة الأزواج القاطنين مع بعضهم البعض 57.6% من أصل المجموع الكلي للأسر، ونسبة 14.8% من الأسر كان لديها معيلات من الإناث دون وجود شريك، بينما كانت نسبة 5.9% من الأسر لديها معيلون من الذكور دون وجود شريكة وكانت نسبة 21.6% من غير العائلات. تألفت نسبة 17.1% من أصل جميع الأسر من عدة أفراد يعيشون في نفس المنزل ونسبة 6.5% كانت تتألف من شخص يعيش بمفرده يبلغ من العمر 65 عاماً أو أكثر. وبلغ متوسط حجم الأسرة المعيشية 3.66، أما متوسط حجم العائلات فبلغ 4.07.
بلغ العمر الوسطي للسكان 28.5 عاماً. وكانت نسبة 31.7% من القاطنين تحت سن الثامنة عشر، وكانت نسبة 10.8% بين الثامنة عشر والرابعة والعشرين عاماً، ونسبة 29.5% كانت واقعةً في الفئة العمرية ما بين الخامسة والعشرين والرابعة والأربعين عاماً، ونسبة 14.2% كانت ما بين الخامسة والأربعين والرابعة والستين، ونسبة 6.6% كانت ضمن فئة الخامسة والستين عاماً فما فوق. يوجد لكل 100 أنثى 101.8 ذكر، ويوجد لكل 100 أنثى في الثامنة عشر من عمرها فما فوق 99.9 ذكر.
بلغ متوسط دخل الأسرة في المدينة 43,720 دولارًا، أما متوسط دخل العائلة فبلغ 44,667 دولارًا. وكان متوسط دخل الذكور 35,641 دولارًا مقابل 27,013 دولارًا للإناث. وسجل دخل الفرد الخاص بالمدينة 14,495 دولارًا. وكانت نسبة 12.8% من العائلات ونسبة 16.7% من السكان تحت خط الفقر، وكان من هؤلاء نسبة 20.7% تحت سن الثامنة عشر ونسبة 9.4% في الخامسة والستين من العمر وما فوق.

### تعداد عام 2010
بلغ عدد سكان ساليناس 150,441 نسمة بحسب تعداد عام 2010، وبلغ عدد الأسر 40,387 أسرة وعدد العائلات 31,515 عائلة مقيمة في المدينة. في حين سجلت الكثافة السكانية 2,476.8 نسمة لكل كيلومتر مربع (6,414.9/ميل2). وبلغ عدد الوحدات السكنية 42,651 وحدة بمتوسط كثافة قدره 702.2 لكل كيلومتر مربع (1,818.7/ميل2).
وتوزع التركيب العرقي للمدينة بنسبة 45.85% من البيض و1.99% من الأمريكيين الأفارقة و1.25% من الأمريكيين الأصليين و6.27% من الأمريكيين ذوي الأصول الآسيوية و0.32% من سكان جزر المحيط الهادئ و39.25% من الأعراق الأخرى و5.07% من عرقين مختلطين أو أكثر و74.98% من الهسبانيون أو اللاتينيون من أي عرق.
بلغ عدد الأسر 40,387 أسرة كانت نسبة 53.1% منها لديها أطفال تحت سن الثامنة عشر تعيش معهم، وبلغت نسبة الأزواج القاطنين مع بعضهم البعض 52.9% من أصل المجموع الكلي للأسر، ونسبة 16.9% من الأسر كان لديها معيلات من الإناث دون وجود شريك، بينما كانت نسبة 8.2% من الأسر لديها معيلون من الذكور دون وجود شريكة وكانت نسبة 22% من غير العائلات. تألفت نسبة 17.1% من أصل جميع الأسر من عدة أفراد يعيشون في نفس المنزل ونسبة 6.4% كانت تتألف من شخص يعيش بمفرده يبلغ من العمر 65 عاماً أو أكثر. وبلغ متوسط حجم الأسرة المعيشية 3.66، أما متوسط حجم العائلات فبلغ 4.05.
بلغ العمر الوسطي للسكان 28.8 عاماً. وكانت نسبة 31.4% من القاطنين تحت سن الثامنة عشر، وكانت نسبة 12% بين الثامنة عشر والرابعة والعشرين عاماً، ونسبة 29.9% كانت واقعةً في الفئة العمرية ما بين الخامسة والعشرين والرابعة والأربعين عاماً، ونسبة 19.3% كانت ما بين الخامسة والأربعين والرابعة والستين، ونسبة 7.5% كانت ضمن فئة الخامسة والستين عاماً فما فوق. وتوزع التركيب الجنسي للسكان بنسبة 50.5% ذكور و49.5% إناث.

## المناخ
يظهر الجدول التالي التغييرات المناخية على مدار السنة لساليناس:
| البيانات المناخية لـساليناس                                                      | البيانات المناخية لـساليناس | البيانات المناخية لـساليناس | البيانات المناخية لـساليناس | البيانات المناخية لـساليناس | البيانات المناخية لـساليناس | البيانات المناخية لـساليناس | البيانات المناخية لـساليناس | البيانات المناخية لـساليناس | البيانات المناخية لـساليناس | البيانات المناخية لـساليناس | البيانات المناخية لـساليناس | البيانات المناخية لـساليناس | البيانات المناخية لـساليناس |
| الشهر                                                                            | يناير                       | فبراير                      | مارس                        | أبريل                       | مايو                        | يونيو                       | يوليو                       | أغسطس                       | سبتمبر                      | أكتوبر                      | نوفمبر                      | ديسمبر                      | المعدل السنوي               |
| -------------------------------------------------------------------------------- | --------------------------- | --------------------------- | --------------------------- | --------------------------- | --------------------------- | --------------------------- | --------------------------- | --------------------------- | --------------------------- | --------------------------- | --------------------------- | --------------------------- | --------------------------- |
| الدرجة القصوى °ف (°م)                                                            | 85 (29)                     | 86 (30)                     | 89 (32)                     | 100 (38)                    | 99 (37)                     | 103 (39)                    | 100 (38)                    | 102 (39)                    | 106 (41)                    | 105 (41)                    | 94 (34)                     | 82 (28)                     | 106 (41)                    |
| متوسط درجة الحرارة الكبرى °ف (°م)                                                | 61.1 (16.2)                 | 62.5 (16.9)                 | 63.8 (17.7)                 | 66.4 (19.1)                 | 67.9 (19.9)                 | 70.2 (21.2)                 | 71.5 (21.9)                 | 72.3 (22.4)                 | 74.3 (23.5)                 | 73.0 (22.8)                 | 64.1 (17.8)                 | 61.3 (16.3)                 | 67.5 (19.7)                 |
| متوسط درجة الحرارة الصغرى °ف (°م)                                                | 41.1 (5.1)                  | 42.9 (6.1)                  | 44.5 (6.9)                  | 46.0 (7.8)                  | 49.7 (9.8)                  | 52.6 (11.4)                 | 54.6 (12.6)                 | 55.3 (12.9)                 | 54.1 (12.3)                 | 50.1 (10.1)                 | 42.6 (5.9)                  | 39.8 (4.3)                  | 47.9 (8.8)                  |
| أدنى درجة حرارة °ف (°م)                                                          | 18 (−8)                     | 25 (−4)                     | 27 (−3)                     | 29 (−2)                     | 34 (1)                      | 39 (4)                      | 42 (6)                      | 42 (6)                      | 36 (2)                      | 28 (−2)                     | 25 (−4)                     | 23 (−5)                     | 18 (−8)                     |
| الهطول إنش (مم)                                                                  | 2.64 (67)                   | 2.40 (61)                   | 2.17 (55)                   | 1.12 (28)                   | 0.32 (8.1)                  | 0.09 (2.3)                  | 0.03 (0.76)                 | 0.05 (1.3)                  | 0.12 (3.0)                  | 0.60 (15)                   | 1.38 (35)                   | 2.35 (60)                   | 13.26 (337)                 |
| متوسط أيام هطول الأمطار                                                          | 8.1                         | 8.8                         | 7.8                         | 5.2                         | 2.7                         | 1.0                         | 0.2                         | 0.7                         | 0.9                         | 2.7                         | 5.6                         | 8.2                         | 52.0                        |
| المصدر #1: WRCC (temperature 1971–2000, precipitation and extremes 1906–present) |                             |                             |                             |                             |                             |                             |                             |                             |                             |                             |                             |                             |                             |
| المصدر #2: Weather Channel                                                       |                             |                             |                             |                             |                             |                             |                             |                             |                             |                             |                             |                             |                             |

## توأمة
لساليناس (كاليفورنيا) اتفاقيات توأمة مع:
- غواناخواتو

## معرض صور

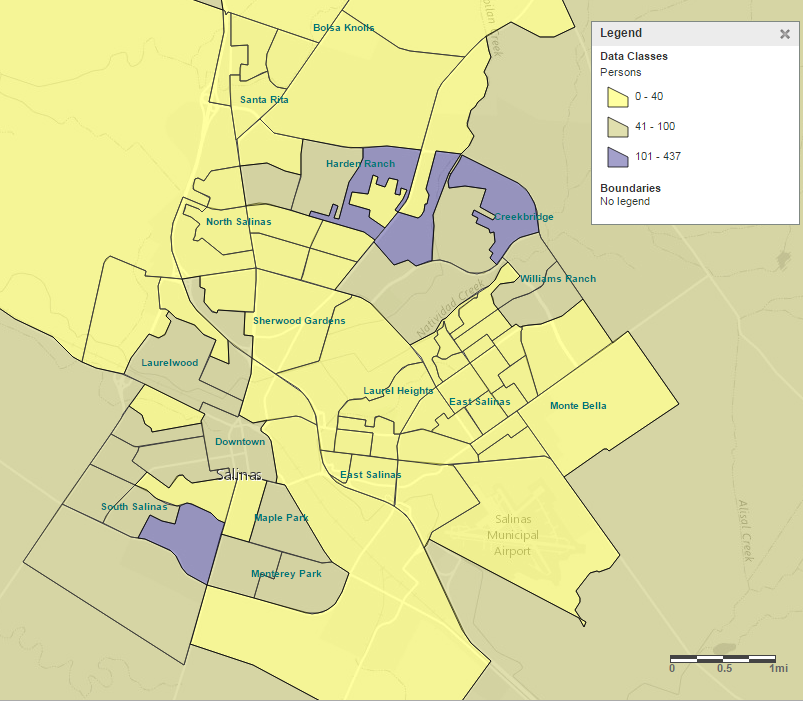
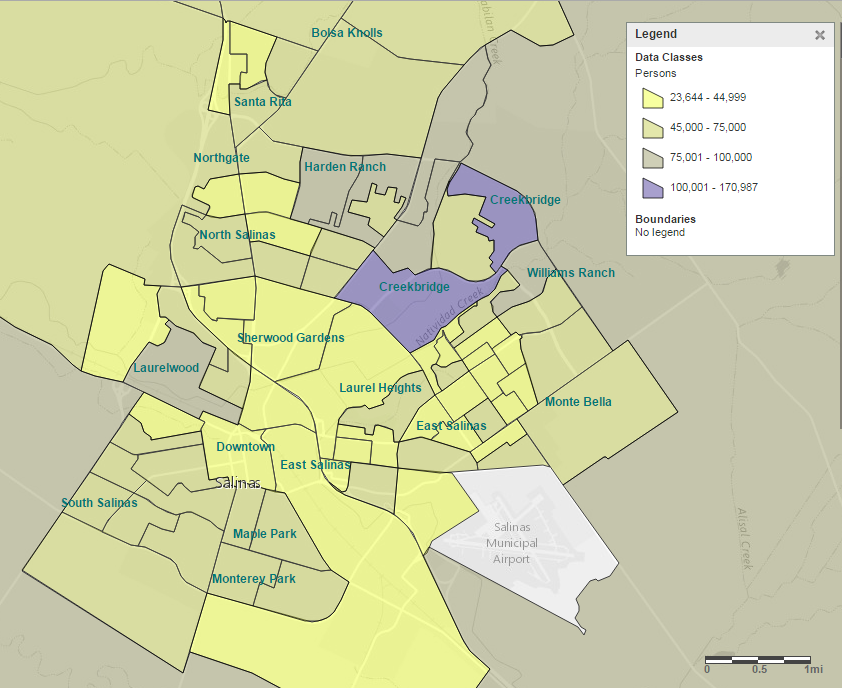
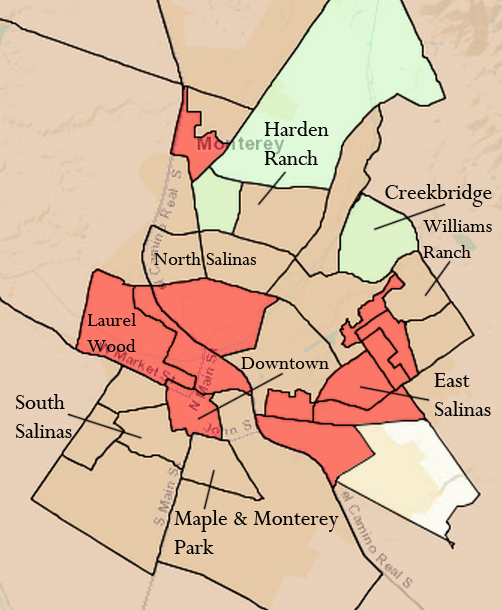

## أعلام
- داني ريفاس
- ماركوس روبرتس
- فانيسا هادجنز
- جون همفريز
- فيل هيل
- كين فيلاسكيز
- جوزيف إميري
- فيرنا فيلتون
- إد ريكيتس
- جون ستاينبيك